# إمدادات المياه والصرف الصحي في فلسطين
إن الموارد المائية في فلسطين تقع تحت سيطرة إسرائيل الكاملة، ويخضع تقسيم المياه الجوفية لأحكام اتفاقية أوسلو الثانية.
وبشكل عام فإن جودة المياه في قطاع غزة أسوأ بكثير مقارنة بالضفة الغربية. يفقد ما يقرب من ثلث إلى نصف المياه الموزعة في الأراضي الفلسطينية في شبكة التوزيع. لقد تسبب الحصار المستمر لقطاع غزة وحرب غزة (2008-2009) في أضرار جسيمة للبنية التحتية في قطاع غزة. وفيما يتعلق بمياه الصرف الصحي، فإن محطات المعالجة الحالية لا تمتلك القدرة على معالجة كل مياه الصرف الصحي المنتجة، مما يتسبب في تلوث المياه بشكل خطير. ويعتمد تطوير القطاع بشكل كبير على التمويل الخارجي.

## ملخص
إن منطقة إسرائيل وفلسطين تعاني من "نقص المياه"، مثل العديد من البلدان الأخرى في المنطقة، ويعتبر المحللون الاقتصاديون أن التوصل إلى كيفية تقاسم موارد المياه هو "المشكلة الأكثر أهمية" بالنسبة لشعوب الشرق الأوسط. بحلول تسعينيات القرن العشرين، كان ثلث المياه المستهلكة في إسرائيل مستمدة من المياه الجوفية التي جاءت بدورها من الأمطار التي هطلت على الضفة الغربية، وقد وُصف الصراع على هذا المورد بأنه لعبة محصلتها صفر. ووفقاً لمنظمة هيومن رايتس ووتش فإن مصادرة إسرائيل للمياه تنتهك لوائح لاهاي لعام 1907، التي تحظر على القوة المحتلة مصادرة موارد الأراضي المحتلة لصالحها. في أعقاب حرب عام 1967، ألغت إسرائيل حقوق المياه الفلسطينية في الضفة الغربية، وبموجب الأمر العسكري رقم 92 الصادر في أغسطس/آب من ذلك العام، منحت السلطة العسكرية كل السلطة على إدارة المياه، على الرغم من أن الفلسطينيين يحق لهم الحصول على حصة بموجب القانون الدولي. إن كلا من طبقات المياه الجوفية في إسرائيل تنبع من أراضي الضفة الغربية، ومن دونها سوف تعاني مدنها الشمالية من الجفاف. وفقًا لجون كولي، فإن آبار المزارعين الفلسطينيين في الضفة الغربية، والتي كانت في القانون العثماني والبريطاني والأردني والمصري موردًا خاصًا مملوكًا للقرى، كانت عنصرًا رئيسيًا وراء استراتيجية إسرائيل بعد عام 1967 للاحتفاظ بالمنطقة ومن أجل حماية "إمدادات المياه اليهودية" من ما اعتبر "تعديًا" تم إغلاق أو سد العديد من الآبار الموجودة، ومُنع الفلسطينيون من حفر آبار جديدة دون تصريح عسكري، وهو ما كان من المستحيل تقريبًا الحصول عليه، وتم فرض حصص مقيدة على استخدام المياه الفلسطينية. يوجد 527 نبعًا معروفًا في الضفة الغربية تزود الفلسطينيين (2010) بنصف استهلاكهم المنزلي. وكثيراً ما تم مصادرة الآبار التاريخية التي تزود القرى الفلسطينية بالمياه للاستخدام الحصري للمستوطنات: وهكذا استولت معاليه أدوميم على البئر الرئيسية التي تخدم قرية العيزرية في ثمانينيات القرن العشرين، في حين تم تجريدها من معظم أراضيها، مما ترك القرويين مع 2979 من أصل 11179 أرضاً كانت ملكاً لهم في الأصل. دونمات.
وتقع معظم عمليات الحفر التي تقوم بها شركة المياه الإسرائيلية ميكوروت في الضفة الغربية في وادي الأردن، حيث انتهى الأمر بالفلسطينيين بحلول عام 2008 إلى سحب 44% أقل من المياه مما كانوا يحصلون عليه قبل الاتفاق المؤقت عام 1995. وبموجب اتفاقيات أوسلو حصلت إسرائيل على 80% من مياه الضفة الغربية، بينما حصلت فلسطين على الـ 20% المتبقية، وهي النسبة التي لم تمنح الفلسطينيين أي "حق ملكية". ومن الحصة المتفق عليها لعام 2011 والبالغة 138.5 مليون متر مكعب، تمكن الفلسطينيون من استخراج 87 مليون متر مكعب فقط، نظراً للصعوبات التي يواجهونها في الحصول على التصاريح الإسرائيلية، كما يتعين تعويض العجز الناجم عن جفاف نصف الآبار الفلسطينية جزئياً عن طريق شراء المياه من إسرائيل، الأمر الذي أدى إلى انخفاض استخدام المياه للفرد الفلسطيني بنسبة 20%. الحد الأدنى لاستهلاك الفرد من المياه حسب منظمة الصحة العالمية هو 100 لترات يوميًا لقد تعرضت مشاريع التنمية الحضرية في المدن الفلسطينية النموذجية الجديدة، مثل مدينة روابي، لإعاقة شديدة بسبب القيود المفروضة على وصولها إلى المياه.
وفي عام 2023، بلغت الهجمات الإسرائيلية على إمدادات المياه الفلسطينية في قطاع غزة والضفة الغربية نحو 25% من إجمالي 350 صراعاً على المياه وقعت في ذلك العام على مستوى العالم. وفي المتوسط، وقعت 7 هجمات من هذا القبيل، إما من جانب المستوطنين أو الجيش، مما أدى إلى تلوث أو تدمير آبار المياه والمضخات وأنظمة الري، كل شهر في ذلك العام.

## التاريخ
منذ الحرب العربية الإسرائيلية عام 1948، كانت قضية تطوير الموارد المائية في المنطقة قضية حاسمة في الصراع الإقليمي والمفاوضات، والتي شملت في البداية سوريا والأردن وإسرائيل. بعد حرب 1967، عندما احتلت إسرائيل الأراضي الفلسطينية، أصبح استخدام المياه والصرف الصحي مرتبطًا ارتباطًا وثيقًا بالتطورات في الصراع الإسرائيلي الفلسطيني. وتعتبر الموارد المائية والأرضية في الضفة الغربية على وجه الخصوص بمثابة العقبة الرئيسية أمام حل الصراع في المنطقة. يزعم الفلسطينيون أن لديهم الحق القانوني في ملكية أو استخدام ثلاثة مصادر للمياه في المنطقة: (أ) خزان المياه الجوفية في الحوض الجبلي، والحوض الساحلي لقطاع غزة ونهر الأردن بكمية 700 مليون متر مكعب سنويًا، أي أكثر من 50% من موارد المياه الطبيعية بين البحر الأبيض المتوسط ونهر الأردن.
في عام 1995، تم إنشاء سلطة المياه الفلسطينية بموجب مرسوم رئاسي. وبعد مرور عام واحد، تم تحديد وظائفها وأهدافها ومسؤولياتها من خلال قانون فرعي، مما أعطى سلطة المياه الفلسطينية تفويضًا لإدارة موارد المياه وتنفيذ سياسة المياه.
خلال حرب غزة، تعرض نظام المياه في قطاع غزة لأضرار بالغة، حيث تضرر أو دمر نصف آباره ومحطات تحلية المياه، وأربع من محطات معالجة مياه الصرف الصحي الستة، بحلول مايو 2024.

## الموارد المائية

### الانقسام في اتفاقية أوسلو الثانية
وتسمح اتفاقية أوسلو الثانية لعام 1995 للفلسطينيين في الضفة الغربية باستخدام ما يصل إلى 118 مليون متر مكعب من المياه سنويا. وكان من المفترض أن يأتي 80 مليون متر مكعب من الآبار المحفورة حديثًا. ومع ذلك، تمكنت سلطة المياه الفلسطينية من حفر آبار جديدة بسعة 30 مليون متر مكعب فقط على حساب الينابيع والآبار الموجودة. وفي اتفاقية أوسلو الثانية، تم تخصيص أربعة أضعاف حصة الفلسطينيين أو 80% من موارد الحوض المائي المشترك للإسرائيليين. ومع ذلك، تم تخصيص 94% (340 مليون متر مكعب) من الحوض الغربي للمياه الجوفية للإسرائيليين لاستخدامها داخل إسرائيل. ولم يتم تعديل الكميات المسموح بها بعد انتهاء الفترة الانتقالية المفترضة وهي خمس سنوات. وقد أنشأ الطرفان لجنة المياه المشتركة لتنفيذ أحكام المادة 40 ذات الصلة من الملحق الثالث.
وبحسب تقرير البنك الدولي، استخرجت إسرائيل 80% من المياه من الضفة الغربية أكثر مما تم الاتفاق عليه في اتفاق أوسلو، في حين كانت الكميات الفلسطينية المستخرجة ضمن النطاق المتفق عليه. وعلى النقيض من التوقعات في ظل اتفاق أوسلو الثاني، فإن كمية المياه التي يستخرجها الفلسطينيون فعلياً في الضفة الغربية انخفضت في الفترة ما بين عامي 1999 و2007. ونتيجة للاستخراج الإسرائيلي المفرط للمياه، أصبحت مستويات المياه الجوفية قريبة من "النقطة التي يحدث فيها ضرر لا رجعة فيه للمياه الجوفية". " لقد أدت الآبار الإسرائيلية في الضفة الغربية إلى تجفيف الآبار والينابيع المحلية الفلسطينية.

### المياه من حوض نهر الأردن

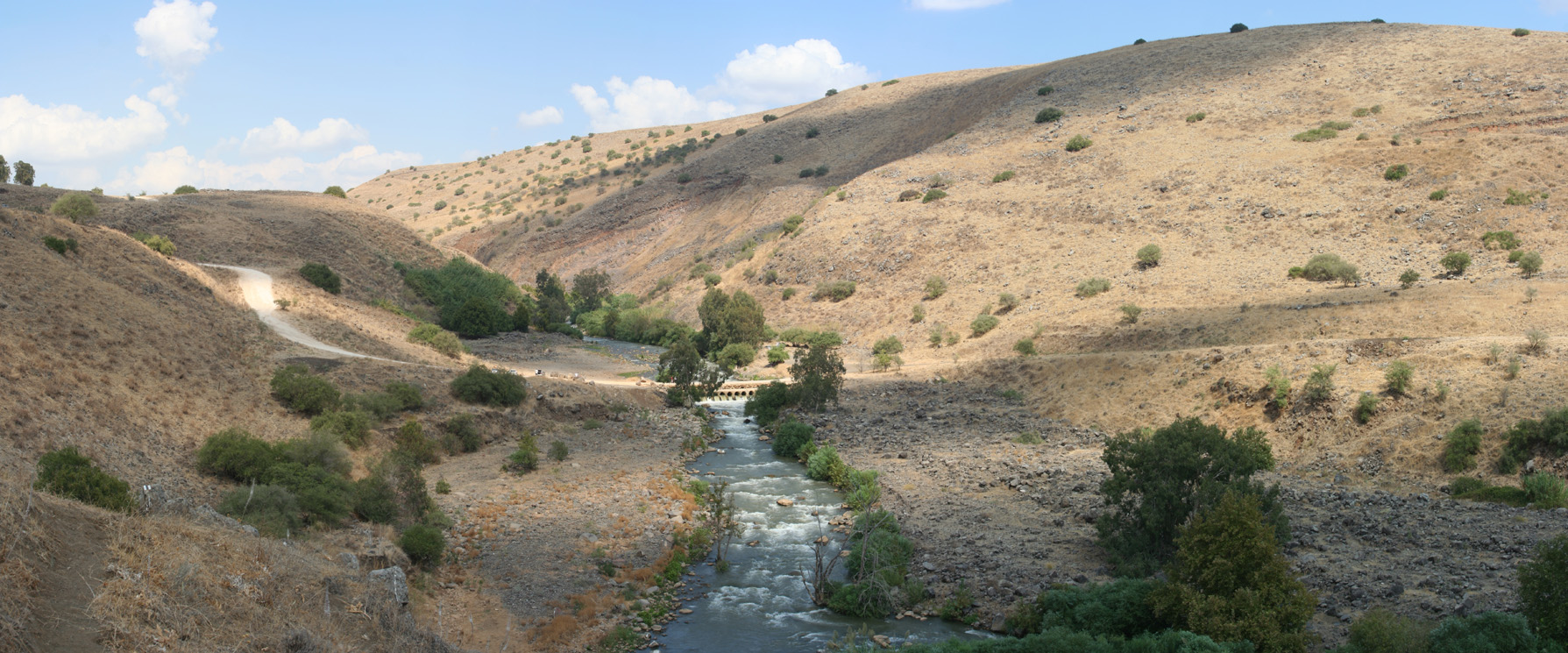
نهر الأردن

يتدفق نهر الأردن العلوي جنوبًا إلى بحر الجليل، الذي يوفر أكبر قدرة تخزين للمياه العذبة على طول نهر الأردن. تصب بحيرة طبريا في نهر الأردن السفلي، والذي يتعرج جنوبًا عبر وادي الأردن إلى نهايته في البحر الميت. ويحرم الفلسطينيون من الوصول إلى هذه المياه. ويذهب حوالي ربع الـ 420 مليون مترمكعب من المياه التي تضخها إسرائيل من بحر الجليل إلى المجتمعات المحلية في إسرائيل والأردن؛ ويتم تحويل الباقي إلى إسرائيل من خلال شركة المياه الوطنية قبل أن يصل إلى الضفة الغربية. يتم تحويل كل المياه تقريبا من نهر اليرموك، شمال الضفة الغربية، من قبل إسرائيل وسوريا والأردن. يتم تحويل مياه نهر تيرزا، وهو أكبر نهر في وسط وادي الأردن، والذي يتغذى على مياه الأمطار، من قبل إسرائيل إلى خزان تيرزا وتستخدمه المستوطنات في المنطقة لري المحاصيل وتربية الأسماك.

### مياه سطحية أخرى
وفي غزة، كان المصدر الوحيد للمياه السطحية هو وادي غزة. هناك ادعاءات بأن إسرائيل تقوم بتحويل جزء من مياهها لأغراض زراعية داخل إسرائيل قبل وصولها إلى غزة.

### المياه الجوفية
في الضفة الغربية، المورد الرئيسي للمياه الجوفية هو الخزان الجوفي الجبلي، والذي يتكون من ثلاث طبقات مياه جوفية : قبل الاحتلال الإسرائيلي للضفة الغربية، كانت إسرائيل تسحب 60% من المياه المستخرجة من طبقات المياه الجوفية الممتدة على طول الحدود بينها وبين الضفة الغربية. وتستحوذ الآن على 80%، وهو ما يعني في المجمل أن 40% من مياه إسرائيل تأتي من طبقات المياه الجوفية في الضفة الغربية.
- الحوض الغربي للمياه الجوفية، والذي يسمى في إسرائيل "حوض ياركون-تانينيم للمياه الجوفية"، هو الأكبر، حيث يبلغ العائد السنوي الآمن له 362 مليون متر مكعب، بناءً على التقدير السنوي المتوسط، (منها 40 مليون متر مكعب من المياه المالحة). ثمانون بالمائة من مساحة تغذية هذا الحوض تقع داخل الضفة الغربية، في حين أن 80 بالمائة من مساحة التخزين تقع داخل الحدود الإسرائيلية. ويستغل الإسرائيليون المياه الجوفية في هذا الحوض من خلال 300 بئر جوفي عميق إلى الغرب من الخط الأخضر، وكذلك من خلال آبار عميقة داخل حدود الضفة الغربية. ويجوز للفلسطينيين الذين لديهم إمكانية الوصول إلى الآبار والينابيع القائمة أن يسحبوا منها، ولكن على النقيض من المستوطنات الإسرائيلية، يُحظر عليهم حفر آبار جديدة.[31]
- تبلغ الغلة السنوية الآمنة للحوض المائي الشمالي الشرقي، والذي يُطلق عليه في إسرائيل اسم "حوض جلبوع-بيت شان" أو "حوض شكيم-جلبوع"،[32] 145 مليون متر مكعب (منها 70 مليون متر مكعب من المياه المالحة). ويأتي ما يقرب من 100% من مياهها من الأمطار التي تسقط داخل منطقة الضفة الغربية، ولكنها تتدفق بعد ذلك تحت الأرض في اتجاه الشمال إلى وادي بيسان (بيت شان) ووادي يزرعيل.
- ويبلغ العائد السنوي الآمن للحوض الشرقي للمياه الجوفية، والذي يقع بالكامل داخل الضفة الغربية، 172 مليون متر مكعب (منها 70-80 مليون متر مكعب من المياه المالحة). يتم تصريف هذه الطبقة المائية الجوفية بشكل رئيسي عن طريق الينابيع.

وفقًا لهينيكر، بمعدل مستدام متوسط، تبلغ كمية المياه العذبة المتجددة المشتركة المتاحة في جميع أنحاء وادي الأردن حوالي 2700 مليون متر مكعب سنويًا، والتي تتكون من 1400 مليون متر مكعب من المياه الجوفية و1300 مليون متر مكعب من المياه السطحية. ومع ذلك، لا يمكن للفلسطينيين في الضفة الغربية استخدام سوى جزء بسيط من هذه الكمية. لقد حرمت إسرائيل الفلسطينيين من الوصول إلى نهر الأردن السفلي بأكمله منذ عام 1967. بعد بدء الاحتلال العسكري الإسرائيلي في عام 1967، أعلنت إسرائيل أراضي الضفة الغربية المجاورة لنهر الأردن منطقة عسكرية مغلقة، ولم يُسمح إلا للمزارعين المستوطنين الإسرائيليين بالوصول إليها.
في عام 1982، تم تسليم البنية التحتية للمياه في الضفة الغربية والتي كانت تحت سيطرة الجيش الإسرائيلي إلى شركة المياه الوطنية الإسرائيلية ميكوروت. اعتبارًا من عام 2009، تدير شركة ميكوروت حوالي 42 بئراً في الضفة الغربية، معظمها في منطقة وادي الأردن، والتي تزود المستوطنات الإسرائيلية في الغالب. وتخضع كمية المياه التي تستطيع شركة ميكوروت بيعها للفلسطينيين لموافقة السلطات الإسرائيلية.
ويُمنع على الفلسطينيين حفر الآبار في طبقة المياه الجوفية الجبلية. وبالتالي فإن معظم مياهه تتدفق تحت الأرض نحو سفوح التلال وإلى داخل الأراضي الإسرائيلية. وبحسب تقديرات مختلفة، فإن ما بين 80 و85% من المياه الجوفية في الضفة الغربية يستخدمها المستوطنون الإسرائيليون أو تتدفق إلى إسرائيل.
يعد الحوض الساحلي المصدر الوحيد للمياه الجوفية في قطاع غزة. ويمتد النهر تحت ساحل إسرائيل، مع وجود غزة في نهاية الحوض. ومع ذلك، وبما أن المياه تتدفق تحت الأرض بشكل رئيسي من الشرق إلى الغرب، فإن الاستخراج الفلسطيني من طبقة المياه الجوفية ليس له أي تأثير على الجانب الإسرائيلي. وعلى العكس من ذلك، قامت إسرائيل بإنشاء طوق من الآبار العميقة العديدة على طول حدود غزة، وبهذه الطريقة تستخرج قدراً كبيراً من المياه الجوفية قبل أن تتمكن من الوصول إلى غزة. تبيع إسرائيل جزءًا محدودًا من المياه للفلسطينيين في غزة. في حين تقوم إسرائيل بنقل المياه من شمال أراضيها إلى جنوبها، لا يُسمح للفلسطينيين بنقل المياه من الضفة الغربية إلى غزة. وهذا هو السبب وراء الإفراط في استغلال هذه الطبقة المائية الجوفية، مما يؤدي إلى تسرب مياه البحر إليها. إن طبقة المياه الجوفية ملوثة بالملح وكذلك النترات الناتجة عن تسرب مياه الصرف الصحي والأسمدة. فقط 5-10% من طبقة المياه الجوفية تنتج مياه شرب ذات جودة عالية. بحلول عام 2000، أصبحت المياه من الحوض الساحلي في منطقة غزة غير صالحة للشرب بسبب ارتفاع نسبة الملوحة الناتجة عن تسرب مياه البحر وارتفاع نسبة التلوث بالنترات من النشاط الزراعي. في عام 2013، أظهر تحليل لتسع آبار مياه جوفية بلدية أن إجمالي المواد الصلبة الذائبة يتراوح من 680.4 ملغ/لتر إلى 3106.6 ملغم/لتر، بمتوسط 1996.5 ملغم/لتر، يتجاوز 1000 ملغم/لتر هو المستوى المقبول لمنظمة الصحة العالمية، ويرجع ذلك أساسًا إلى ارتفاع نسبة الكلوريد والصوديوم.
وبموجب اتفاقية أوسلو الثانية (الملحق الثالث، المادة 40.7)، التزمت إسرائيل ببيع 5 ملايين متر مكعب سنوياً إلى قطاع غزة. وفي عام 2015 ضاعفت إسرائيل الكمية إلى 10 مليون متر مكعب سنويًا. كما تستورد غزة المياه، أو تنتج مياه الشرب عن طريق محطات تحلية المياه.

### تحلية المياه الجوفية المالحة

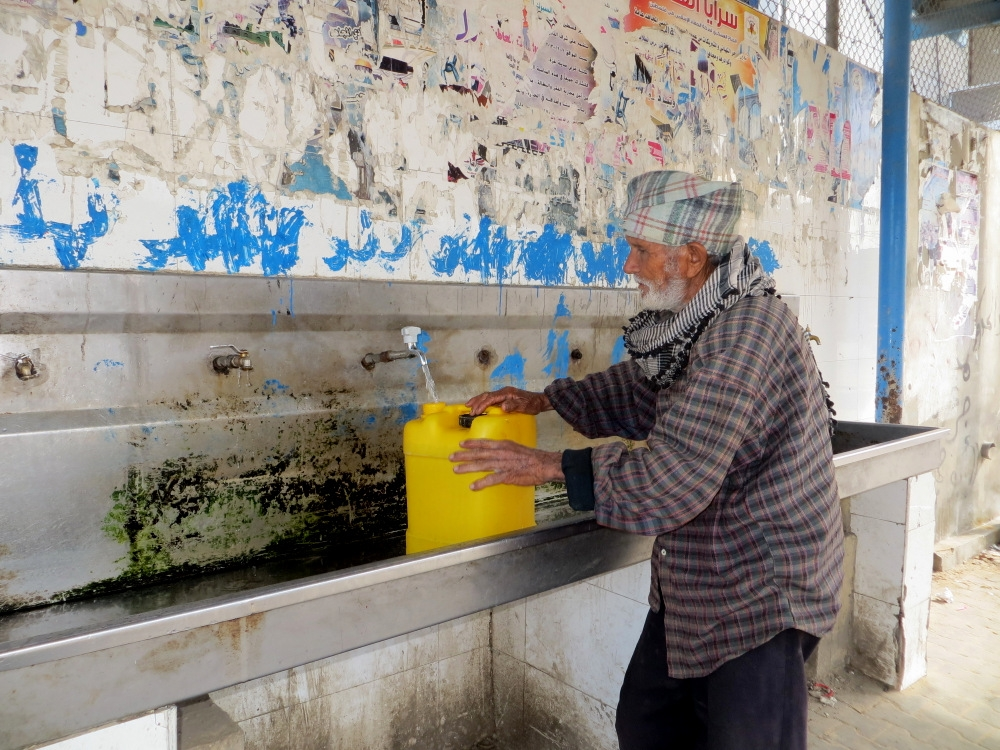
رجل مسن يملأ خزان مياه من حوض عام متعدد الصنابير في خان يونس، قطاع غزة.

وفي غزة، أصبحت المياه الجوفية المالحة المحلاة مصدراً مهماً لمياه الشرب. قام أكثر من 20 ألف مستهلك في أكثر من 50% من منازل غزة بتركيب وحدات التناضح العكسي المنزلية لتحلية المياه لأغراض الشرب. جودة المياه عالية، على الرغم من أن المياه تفتقر إلى المعادن الأساسية. اعتبارًا من يناير/كانون الثاني 2014، كان هناك 18 محطة تحلية مياه محلية في قطاع غزة، توفر مياه الشرب الآمنة مجانًا لـ 95 ألف شخص يأتون لملء عبواتهم في المحطات. يتم تشغيل 13 من هذه المحطات بواسطة اليونيسف.
في عام 2009، كان هناك حوالي 100 محطة تحلية صناعية عاملة. وبسبب الحصار الإسرائيلي لقطاع غزة، أصبح استيراد قطع الغيار - الضرورية لتشغيل محطات تحلية المياه في الصناعة والمجتمعات والأسر - فضلاً عن المواد الكيميائية الضرورية، أمراً إشكالياً.

### مياه البحر المحلاة
اعتبارًا من عام 2007، كانت هناك محطة واحدة لتحلية مياه البحر في دير البلح في قطاع غزة، تم بناؤها في الفترة 1997-1999 بتمويل من الحكومة النمساوية. تبلغ سعتها600 متر مكعب (21,000 قدم3) يوميًا وهي مملوكة ومدارة من قبل مؤسسة مياه البلديات الساحلية. في البداية على الأقل، كانت تكاليف التشغيل مدعومة من قبل الحكومة النمساوية. يتم توزيع المياه المحلاة على 13 كشك مياه.
منذ أكثر من عشرين عامًا، يتم مناقشة إنشاء محطة تحلية مياه رئيسية في غزة. وافقت سلطة المياه الفلسطينية على إنشاء منشأة بقيمة 500 مليون دولار. وذكرت صحيفة نيويورك تايمز في عام 2013 أن إسرائيل دعمت هذا الأمر وبدأت في تقديم التدريب للفلسطينيين على تحلية المياه. وفي عام 2012، تعهدت الحكومة الفرنسية بتقديم منحة قدرها 10 ملايين يورو للمحطة. وتعهدت الدول العربية، بتنسيق من البنك الإسلامي للتنمية، بتقديم نصف الأموال اللازمة، وهو ما يطابق الالتزام المالي الأوروبي المتوقع. يقدم البنك الأوروبي للاستثمار المساعدة الفنية.
وتتمثل مشكلة كبرى أخرى في أن عملية تحلية المياه تتطلب قدراً كبيراً من الطاقة، في حين أن إسرائيل ومصر تفرضان قيوداً على استيراد الوقود اللازم لإنتاج الكهرباء اللازمة. علاوة على ذلك، فإن الإيرادات من تعريفة مياه الشرب غير كافية لتغطية تكاليف تشغيل المحطة المخطط لها عند مستوى التعريفة الحالي.

### جمع مياه الأمطار
وفي الضفة الغربية، يعد جمع مياه الأمطار مورداً محدوداً للغاية بالإضافة إلى مياه شاحنات الصهاريج بالنسبة للفلسطينيين الذين يفتقرون إلى الاتصال بشبكة المياه، وخاصة في المناطق الريفية. ومع ذلك، تسيطر السلطات الإسرائيلية حتى على عملية جمع كميات صغيرة من مياه الأمطار. وبحسب تقرير "المياه المضطربة" الصادر عام 2009 عن منظمة العفو الدولية، فإن نحو 180 ألفاً إلى 200 ألف فلسطيني يعيشون في المجتمعات الريفية لا يحصلون على المياه الجارية، وغالباً ما يمنعهم الجيش الإسرائيلي حتى من جمع مياه الأمطار. يقوم الجيش الإسرائيلي بشكل متكرر بتدمير خزانات مياه الأمطار الصغيرة التي تبنيها المجتمعات الفلسطينية التي لا تستطيع الوصول إلى المياه الجارية، أو يمنع بناءها.

### إعادة استخدام المياه
ونظراً لمحدودية موارد المياه المتاحة، يُنظر إلى إعادة استخدام المياه باعتبارها مصدراً مهماً. وفي الضفة الغربية، تقوم إسرائيل بجمع مياه الصرف الصحي في منشأتين في وادي الأردن. لا يتم جمع مياه الصرف الصحي من الإسرائيليين في القدس والمستوطنات فقط، بل أيضًا من الفلسطينيين. يتم استخدام جميع المياه المعاد تدويرها للري في المستوطنات في منطقة وادي الأردن وشمال البحر الميت.

## استخدام المياه

### فلسطينيون
وبحلول عام 2007، ارتفع متوسط نصيب الفرد من المياه في الضفة الغربية إلى نحو 98 لتراً للفرد يومياً. وكان تقدير استهلاك الأسر حوالي 50 لترًا للفرد في اليوم، مع استهلاك العديد من الأسر ما لا يقل عن 20 لترًا للفرد في اليوم، حتى في حالة الاتصال بالشبكة. ونتيجة للاستيطان في مناطق الضفة الغربية وما ينتج عنه من تجزئة، فإن حركة المياه من المناطق الغنية بالمياه إلى المجتمعات الفلسطينية التي تعاني من نقص المياه أصبحت معوقة. ومن ثم، هناك فروق كبيرة في استخدام المياه بين الضفة الغربية الشرقية والجنوبية. في حين بلغ الاستهلاك اليومي في منطقة أريحا 161 لترا في عام 2009، وصل في مدينة أريحا إلى 225 لترا، وكان أقل من 100 لتر في المناطق الأخرى. وفي منطقة وادي الأردن الوسطى بلغ المعدل نحو 60 لترا. وكان سكان قرية النعيمة شرقي أريحا يملكون 24 لترا فقط. يضطر سكان القرى التي انقطعت عنها إمدادات المياه إلى شراء المياه من مشغلي صهاريج المياه. تم تصنيف كامل شرق الضفة الغربية، باستثناء المستوطنات الإسرائيلية وأريحا، كمنطقة عسكرية مغلقة أو منطقة تفرض قيود على وصول الفلسطينيين إليها لأسباب أخرى. في عام 2012، كان 90% من التجمعات الفلسطينية الصغيرة التي تعيش هناك لديها أقل من 60 لتراً للفرد يومياً. أكثر من نصف هؤلاء، ومعظمهم من البدو أو المجتمعات الرعوية، الذين غالبًا ما كانوا معزولين عن آبارهم التقليدية، كان لديهم أقل من 30 لترًا للشخص الواحد يوميًا.
اعتبارًا من عام 2009، قدمت سلطة المياه الفلسطينية أو البلديات حوالي 70 لترًا للفرد يوميًا في غزة، لكنها لم تتمكن من الوصول إلى جميع الأسر.
بالنسبة لعام 2012، قدم الجهاز المركزي للإحصاء الفلسطيني الأرقام التالية (الاستخدام المحلي):
|                 | سكان      | تم التزويد*           | مستهلك*               | ضائع *              | الاستخدام لكل رأس ** |
| --------------- | --------- | --------------------- | --------------------- | ------------------- | -------------------- |
| الضفة الغربية1) | 2,435,338 | 93.9 مليون متر مكعب2) | 67.9 مليون متر مكعب2) | 26.0 مليون متر مكعب | 76.4 لتر لكل يوم2)   |
| قطاع غزة        | 1,672,865 | 106.0 مليون متر مكعب  | 54.7 مليون متر مكعب   | 51.3 مليون متر مكعب | 89.5 لتر/يوم         |
| المجموع         | 4,108,203 | 199.9 مليون متر مكعب  | 122.6 مليون متر مكعب  | 77.3 مليون متر مكعب | 81.7 لتر لكل يوم     |

* MCM = مليون متر مكعب في السنة
** lpcd=لتر للفرد يوميا
1) باستثناء القدس الشرقية
2) بما في ذلك الاستخدامات التجارية والصناعية؛ وبالتالي، فإن معدلات العرض والاستهلاك الفعلية للفرد أقل من الأرقام المشار إليها؛ 93.9 مليون متر مكعب = 105.6 لتر/يوم و67.9 مليون متر مكعب = 76.4 لتر/يوم (لعدد سكان معين على مدى 365 يومًا).
في عام 2012، تم استخدام حوالي 44% من المياه الجوفية في الزراعة. بلغ الاستخدام الصناعي 3% فقط في عام 2005.
إن الاستخدام المنزلي أقل من العرض، والذي يشمل الاستهلاك الصناعي والتجاري والعام وكذلك الخسائر. وفي قطاع غزة، على سبيل المثال، كان متوسط نصيب الفرد من المياه في عام 2005 يقدر بنحو 152 لتراً للفرد في اليوم، ولكن بسبب الخسائر الكبيرة في الشبكة، فإن الاستخدام الفعلي للمياه لم يتجاوز 60% من هذا الاستهلاك، وهو ما يعادل نحو 91 لتراً. الكمية الدنيا للاستخدام المنزلي، والتي أوصت بها منظمة الصحة العالمية هي 100 لتر لكل يوم.

### المستوطنون الإسرائيليون
وفي عام 2008، تم تخصيص 44.8 مليون مترمكعب من المياه للمستوطنات في منطقة وادي الأردن وشمال البحر الميت، منها 97.5% (43.7 مليون متر مكعب) للاستخدام الزراعي. تم توفير سبعين بالمائة منها من قبل شركة ميكوروت. وبحسب الأرقام الإسرائيلية فإن استهلاك المياه المنزلي للمستوطنين في غور الأردن بلغ 487 لتراً للفرد يومياً، وفي منطقة شمال البحر الميت بلغ 727 لتراً للفرد يومياً. وهذا يعادل ثلاثة إلى أربعة أضعاف استخدام 165 لترًا في إسرائيل. وبما أن المستوطنين في شرق الضفة الغربية يستخدمون كل المياه تقريباً للزراعة، فإنهم في الواقع يصدرون المياه من الأراضي الفلسطينية.
وفي عام 2009، استهلك المستوطنون في بني هيفر، قضاء الخليل، 194 لترًا يوميًا؛ أما المستوطنون في إفرات، شرقي بيت لحم، فقد استهلكوا 217 لترًا.

### استخدام المياه من قبل الإسرائيليين مقابل الفلسطينيين

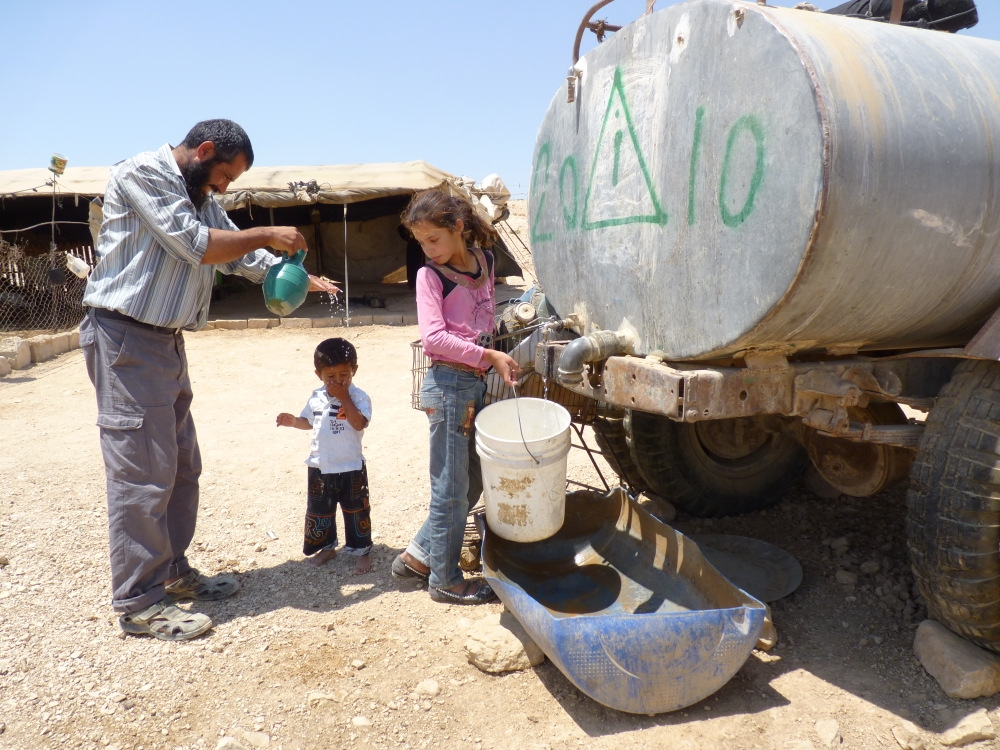
يشتري البدو المياه من شاحنات المياه في خربة الدقيقة في تلال جنوب الخليل بالقرب من الخط الأخضر، وهي قرية يبلغ عدد سكانها 300 نسمة وغير متصلة بشبكة المياه.

وبحسب سلطة المياه الفلسطينية فإن متوسط استهلاك الإسرائيلي من المياه يبلغ 300 لتر للفرد يوميا، وهو ما يزيد عن أربعة أضعاف استهلاك الفلسطيني البالغ 72 لتراً يوميا. وتعيش بعض المجتمعات القروية الفلسطينية على كميات من المياه أقل من متوسط الاستهلاك الفلسطيني، وفي بعض الحالات لا يزيد عن 20 لتراً للفرد يومياً. وبحسب البنك الدولي، فإن استخراج المياه للفرد الواحد بالنسبة للفلسطينيين في الضفة الغربية يبلغ نحو ربع استخراج المياه للفرد الواحد بالنسبة للإسرائيليين، وقد انخفض هذا المعدل على مدى العقد الماضي. في عام 1999، استخدم الفلسطينيون في الضفة الغربية 190 ألف لتر يومياً فقط من موارد الضفة الغربية، بينما استخدم المستوطنون 870 ألف لتر يومياً، واستخدم الإسرائيليون 1000 ألف لتر يومياً. وبذلك استهلك المستوطنون الإسرائيليون في الضفة الغربية نحو 4.5 أضعاف كمية المياه المتاحة للفلسطينيين.
في عام 2008، استخدم المستوطنون في مستوطنة نيران شمال أريحا ما يزيد على خمسة أضعاف مساحة قرية العوجا الفلسطينية المجاورة. استغلت مستوطنة أرغمان في منطقة الأغوار الوسطى مساحة تزيد على خمسة أضعاف مساحة قرية الزبيدات الفلسطينية المجاورة. بلغ استهلاك الفرد من المياه في مستوطنة روعي، في شمال وادي الأردن، 21 ضعف استهلاك الفرد في مجتمع البدو المجاور الحديدة، والذي لا يتصل بشبكة المياه المنتظمة.
في عام 2009، استهلك المستوطنون في إفرات 217 لترًا، أي ثلاثة أضعاف كمية استهلاك الفرد البالغة 71 لترًا في محافظة بيت لحم الفلسطينية المجاورة.
في حين أن العديد من الفلسطينيين الذين يعيشون في المجتمعات الريفية لا يستطيعون الوصول إلى المياه الجارية، فإن المستوطنين الإسرائيليين الذين يصدرون منتجاتهم قاموا بري المزارع والحدائق الخضراء وحمامات السباحة. ويستخدم 450 ألف مستوطن كمية من المياه تعادل أو ربما تزيد عن ما يستخدمه 2.3 مليون فلسطيني مجتمعين. ويضطر العديد من الفلسطينيين إلى شراء المياه من إسرائيل، والتي تكون في كثير من الأحيان ذات جودة مشكوك فيها، ويتم تسليمها بواسطة شاحنات صهريجية بأسعار مرتفعة للغاية. ويضطر سائقو صهاريج المياه إلى اتخاذ طرق طويلة لتجنب نقاط التفتيش العسكرية الإسرائيلية والطرق التي لا يستطيع الفلسطينيون استخدامها، مما يؤدي إلى زيادات حادة في أسعار المياه.

## بنية تحتية

### الاتصال بشبكة المياه
وبحسب برنامج الرصد المشترك بين منظمة الصحة العالمية واليونيسيف، فإن حوالي 90% من الفلسطينيين في الأراضي الفلسطينية كان لديهم القدرة على الوصول إلى مصدر مياه محسن.
أظهر مسح أجراه الجهاز المركزي للإحصاء الفلسطيني أن عدد الأسر في الأراضي الفلسطينية المتصلة بشبكة المياه بلغ 91.8% في العام 2011. وفي الضفة الغربية، كانت نسبة الأسر المتصلة بالشبكة 89.4%، في حين بلغت نسبة الأسر المتصلة بالشبكة في قطاع غزة 96.3%.
وبحسب دراسة أجرتها كارين عساف عام 2004، فإن مستويات الخدمة منخفضة خاصة في القرى الصغيرة ومخيمات اللاجئين. قد يكون سبب الفجوة بين المناطق الحضرية والريفية فيما يتعلق بتوصيلات المياه المنزلية هو حقيقة مفادها أن موارد المياه المتاحة غير متاحة للجهات الفاعلة الفلسطينية في كثير من الحالات. في 42% من المحليات لم تنقطع إمدادات المياه، و19% حصلت عليها جزئيا على الأقل. علاوة على ذلك، يعاني حوالي 40% من جميع المناطق التي تقدم لها الخدمات من نقص المياه.
ويذكر نظام معلومات المياه الأورومتوسطي (EMWIS) أن الاستمرارية في الأراضي الفلسطينية تبلغ 62.8٪

### صهاريج المياه

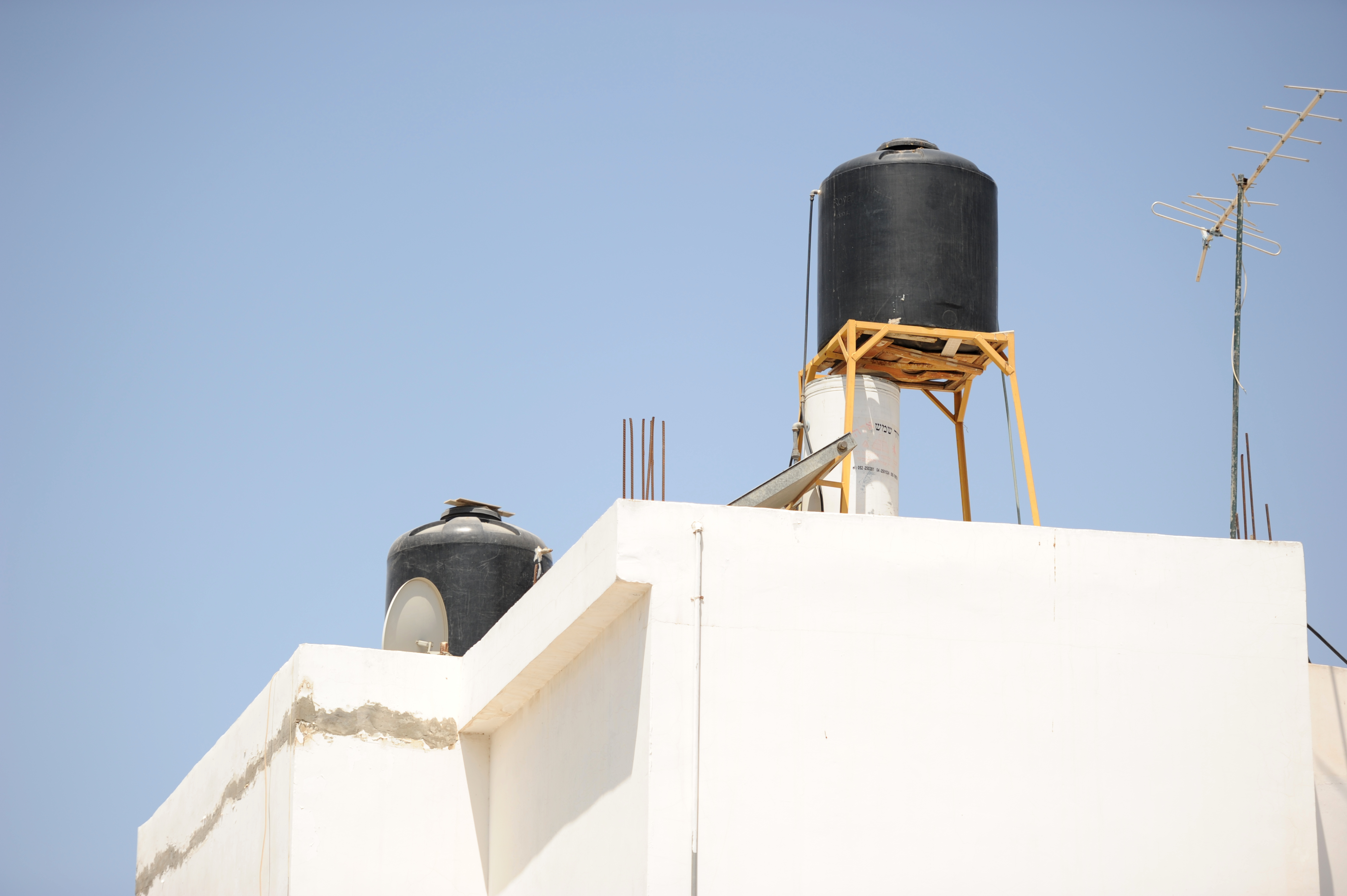
خزان مياه سطحي في جنين

ونتيجة لعدم موثوقية إمدادات المياه، فإن كل منزل فلسطيني تقريبا لديه خزان مياه واحد على الأقل، أو أغلب المنازل لديها عدة خزانات مياه لتخزين المياه. وفي الضفة الغربية، تخضع إدارة الموارد المائية للنقاش بسبب الأنظمة العسكرية.

### جودة مياه الشرب
وأظهرت بيانات مسح أجري عام 2011 أن 47.2% من الأسر في الأراضي الفلسطينية تعتبر جودة المياه جيدة. وترتفع النسبة بشكل ملحوظ في الضفة الغربية (70.9%) مقارنة بقطاع غزة (5.3%). وبالمقارنة مع دراسة سابقة، تشير النتائج إلى أن نسبة الأسر التي تعتبر جودة المياه جيدة انخفضت من 67.5% في عام 1999.
وكشفت دراسة تحليلية للمياه أجريت عام 2013 في المنطقة الوسطى بغزة أن 74% من عينات المياه من نقاط التوزيع كانت تحتوي على درجات متفاوتة من التلوث الميكروبيولوجي. على وجه التحديد، كان مستوى التلوث في 26% من العينات متوسطًا، ما بين 11 و100 مستعمرة لكل 100 مل، وكان مستوى التلوث في 13% مرتفعًا، يتجاوز 100 مستعمرة قولونية إجمالية لكل 100 مل.

### خسائر المياه ومشاكل الصرف الصحي
وفي عام 2012، قدرت خسائر المياه في الشبكة بنحو 28% في الضفة الغربية وحتى نصف الكمية الموردة في غزة. وفي الضفة الغربية، يعد بناء وصيانة البنية التحتية للمياه والصرف الصحي مشكلة. المناطق الفلسطينية هي عبارة عن جيوب ضمن المنطقة (ج) الخاضعة للسيطرة الإسرائيلية. وبالتالي، فإن جميع المشاريع تخضع لموافقة لجنة المياه المشتركة والجيش الإسرائيلي. وفي غزة، تتعرض البنية الأساسية لتدمير دوري واسع النطاق بسبب الهجمات الإسرائيلية، كما حدث في الغارة على بيت حانون عام 2004، أو عملية الرصاص المصبوب في عامي 2008/2009.[بحاجة لمصدر أفضل]المياه الجوفية في غزة ملوثة بشكل كبير بسبب تسرب مياه.
وتعود معدلات فقدان المياه المرتفعة إلى التوصيلات غير القانونية، وتآكل أنظمة الأنابيب في الشبكات، وخلل في أداء المرافق. وخاصة في قطاع غزة، تتسبب التوصيلات غير القانونية في خسائر فادحة. الاستخدام غير القانوني للمياه هو في كثير من الأحيان نتيجة لنقص المياه وعدم كفاية الإمدادات. وعلاوة على ذلك، تعاني أحوال مرافق إمدادات المياه من نقص خطير يتسبب في ارتفاع معدلات التسرب وضعف نبض المياه في النظام، وهو ما يعزى إلى الضعف المؤسسي والقيود التي يفرضها الاحتلال على تطوير قطاعي المياه والصرف الصحي، بما في ذلك حصار غزة.

### آثار حرب غزة وحصار غزة
وفي أعقاب الصراع بين إسرائيل وغزة في عامي 2008 و2009، أفاد البنك الدولي بأضرار بالغة في البنية التحتية للمياه والصرف الصحي في قطاع غزة. توقفت جميع مضخات الصرف الصحي والمياه تقريبا عن العمل بسبب نقص الكهرباء والوقود. كانت قطع الغيار ولوازم الصيانة الأخرى بحاجة ماسة إلى التجديد. وقد أدى هذا الوضع إلى نقص خطير في المياه وفيضانات الصرف الصحي في المناطق الحضرية، مما يشكل تهديدًا للصحة العامة.
ويؤدي الحصار الإسرائيلي لقطاع غزة إلى إعاقة توفير قطع الغيار، مما يساهم في تفاقم المشكلة. وطالبت العديد من وكالات الإغاثة ومسؤول الأمم المتحدة للشؤون الإنسانية في الأراضي الفلسطينية بفتح المعابر على الفور. وبحسب الأمم المتحدة، فإن حوالي 60% من سكان قطاع غزة لم يتمكنوا من الوصول إلى إمدادات المياه المستمرة في عام 2009.

## آثار حرب غزة
قبل حرب غزة، كان 26 بالمائة من الأمراض التي لوحظت في غزة مرتبطة بالمياه. عشية الحرب (6 أكتوبر/تشرين الأول 2023)، كان في غزة 5 محطات لمعالجة مياه الصرف الصحي، و65 محطة ضخ لمياه الصرف الصحي. كانت محطة تحلية المياه الوحيدة في غزة، من بين ثلاث محطات تحلية مياه، تعمل في ظل الحصار الإسرائيلي المستمر للوقود والكهرباء.
وفي شهر نوفمبر/تشرين الثاني، أدت الغارات الجوية الإسرائيلية إلى تدمير البنية التحتية التي توفر الطاقة لمحطة معالجة مياه الصرف الصحي المركزية في غزة بشكل جزئي، مما أثر على مليون شخص. وقد أدت الغارات الجوية إلى انخفاض بنسبة 95% في موارد المياه المتاحة لسكان القطاع، مما أدى إلى اقتصار سكان غزة على 3 لترات في اليوم، أي 12 لتراً تحت حد الطوارئ الذي حددته الأمم المتحدة. وبحلول أواخر أبريل/نيسان 2024، تضرر 63% من البنية التحتية للمياه والصرف الصحي في غزة بشكل كبير، باستثناء محافظة رفح بنسبة 6%. وفي أعقاب الهجوم الإسرائيلي على رفح، ارتفعت الأضرار التي لحقت بالبنية الأساسية المرتبطة بالمياه بنسبة 24.5%.

## معالجة مياه الصرف الصحي
كان حوالي 90% من الفلسطينيين في الأراضي الفلسطينية قادرين على الوصول إلى خدمات الصرف الصحي المحسنة في عام 2008. وقد استخدمت 39% من الأسر حفر الصرف الصحي، في حين ارتفع معدل الوصول إلى شبكة الصرف الصحي إلى 55% في عام 2011، مقارنة بـ 39% في عام 1999.
وفي قطاع غزة، يتم معالجة 68 ألف مترمكعب من مياه الصرف الصحي من إجمالي 110 آلاف مترمكعب من مياه الصرف الصحي المنتجة يومياً في قطاع غزة، وذلك وفقاً لدراسة أجريت عام 2001. تم إعادة استخدام 20% من مياه الصرف الصحي المعالجة. وأفاد البنك الدولي في عام 2009 أن محطات معالجة مياه الصرف الصحي الثلاث الحالية تعمل بشكل متقطع. في كثير من الأحيان لا يمكن إصلاح البنية التحتية المتضررة للصرف الصحي بسبب الحصار الإسرائيلي المستمر. ويؤدي ذلك إلى تأخير الإصلاحات ونقص الكهرباء والوقود اللازمين لتشغيل مرافق معالجة مياه الصرف الصحي. وتشير تقديرات الأمم المتحدة إلى أن ما بين 50 ألف إلى 80 ألف متر مكعب من مياه الصرف الصحي غير المعالجة والمعالجة جزئيًا يتم تصريفها يوميًا في البحر الأبيض المتوسط منذ يناير/كانون الثاني 2008، مما يهدد البيئة في المنطقة.
وفي الضفة الغربية، تمت معالجة 13 ألف متر مكعب فقط من أصل 85 ألف مترمكعب من مياه الصرف الصحي في خمس محطات معالجة مياه الصرف الصحي البلدية في الخليل وجنين ورام الله وطولكرم والبيرة. تم إنشاء محطة البيرة في عام 2000 بتمويل من وكالة المعونة الألمانية KfW. وفقًا لتقرير البنك الدولي، فإن أداء المحطات الأربع الأخرى ضعيف فيما يتعلق بالكفاءة والجودة.

## المسؤولية عن إمدادات المياه والصرف الصحي

### القوانين ذات الصلة
تم إنشاء التشريع القطاعي الحالي بعد اتفاقيات أوسلو عام 1995، مع قانون فرعي ينشئ سلطة المياه الفلسطينية في عام 1996، واستراتيجية إدارة الموارد المائية عام 1998 وقانون المياه عام 2002. ويوضح قانون المياه لعام 2002 مسؤوليات سلطة المياه الفلسطينية وينشئ مجلساً وطنياً للمياه مهمته وضع السياسات الوطنية للمياه. كما ينص على إنشاء "مرافق المياه الوطنية".

### السياسة والتنظيم

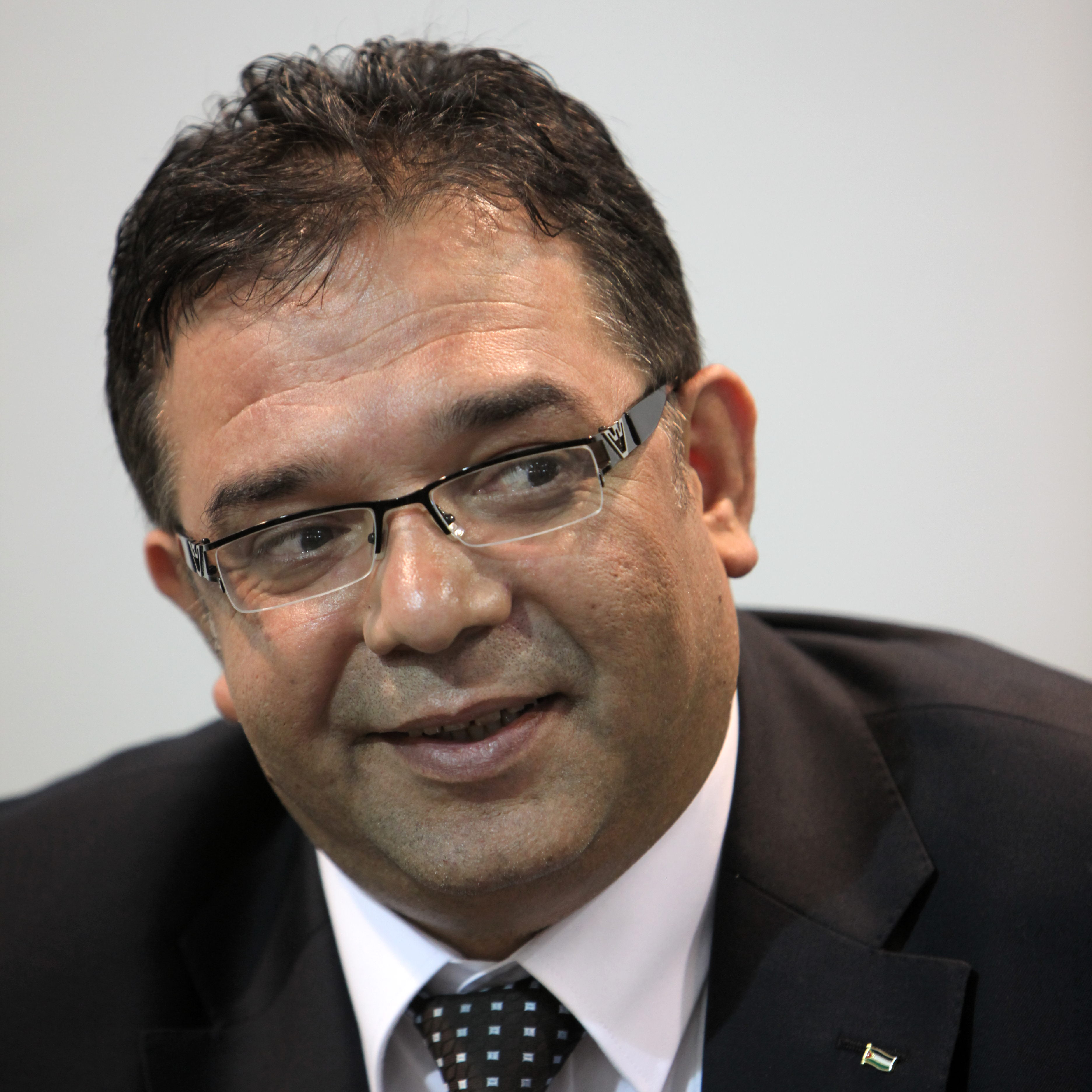
شداد العتيلي، رئيس سلطة المياه الفلسطينية من عام 2008 حتى عام 2014 في المنتدى العالمي السادس للمياه في مرسيليا، 2012.

يتم تحديد السياسات العامة لقطاع المياه من قبل مجلس الوزراء الفلسطيني والمجلس الوطني للمياه. للمجلس سلطة تعليق أو تفكيك خدمات مجلس إدارة مقدمي خدمات المياه والصرف الصحي الإقليميين. ويضم المجلس في عضويته الوزارات الفلسطينية الرئيسية. تعتبر سلطة المياه الفلسطينية بمثابة السلطة التنظيمية، المسؤولة عن التشريع والمراقبة وتنمية الموارد البشرية في القطاع. وتتولى سلطة المياه الفلسطينية أيضًا مسؤولية إدارة موارد المياه. وهي مكلفة بإجراء عمليات تفتيش منتظمة والاحتفاظ بسجل لجميع البيانات والمعلومات المتعلقة بالمياه. وتتقاسم الهيئة مسؤولية الري مع وزارة الزراعة، ومسؤولية حماية البيئة مع هيئة جودة البيئة.

#### لجنة المياه المشتركة
وكجزء من الاتفاق المؤقت لعام 1995، تم إنشاء لجنة مشتركة للمياه بين إسرائيل والأراضي الفلسطينية. وكان من المتوقع أن تنفذ اللجنة المشتركة للمياه لوائح المادة 40 من الاتفاقية المتعلقة بالمياه والصرف الصحي. وتتكون اللجنة من عدد متساو من المشاركين من الطرفين، وجميع القرارات تحتاج إلى توافق، مما يعني أن كل جانب لديه حق النقض. اللجنة المشتركة للمياه ليست مستقلة عن إسرائيل والسلطة الفلسطينية. وبدلاً من ذلك، يمكن تمرير القرارات إلى مستوى سياسي أعلى. ويشير ياجيرسكوج إلى عدة تأخيرات فيما يتعلق بتنفيذ مقترحات المشاريع الفلسطينية داخل اللجنة، ويرجع ذلك جزئيا إلى نقص التمويل الفلسطيني، وإجراءات الموافقة التي تستغرق وقتا طويلا، وأسباب هيدرولوجية وسياسية.

### تقديم الخدمة
وقد وفر قانون المياه رقم 3 الأساس القانوني لإنشاء "مرافق المياه الوطنية". تهدف سلطة المياه الفلسطينية إلى إنشاء أربع مرافق إقليمية، واحدة في غزة وثلاث في الضفة الغربية (الشمال والوسط والجنوب). لكن في الواقع، اعتباراً من عام 2011، لم يتم إنشاء سوى المرافق الإقليمية لقطاع غزة.
الضفة الغربية. وتستمر البلديات ومرفقان مشتركان بين البلديات ومجالس القرى في توفير خدمات المياه في الضفة الغربية. أكبر وأقدم مؤسسة مرافق متعددة البلديات في الضفة الغربية هي مصلحة مياه القدس في منطقة رام الله والبيرة. تأسست جمعية المرأة الأردنية عام 1966 عندما كانت الضفة الغربية لا تزال جزءًا من الأردن، وهي تخدم المدينتين بالإضافة إلى 10 مدن أصغر وأكثر من 43 قرية و5 مخيمات للاجئين. هناك مرفق بلدي متعدد المرافق أصغر بكثير وهو هيئة إمدادات المياه والصرف الصحي (WSSA) التي تخدم بيت لحم والمدن المجاورة بيت جالا وبيت ساحور. وفي مدن أخرى مثل طولكرم وقلقيلية ونابلس وجنين وأريحا والخليل، وكذلك في المدن الصغيرة، توفر البلديات خدمات المياه والصرف الصحي ـ إن وجدت. تعتمد كل من المرافق والبلديات بدرجات متفاوتة على إمدادات المياه بالجملة من شركة المياه الإسرائيلية ميكوروت، والتي توفر حوالي 80% من المياه التي تستخدمها مصلحة مياه محافظة القدس. في المناطق الريفية، يتم توفير المياه من خلال إدارات المياه التابعة لمجلس القرية. وفي منطقة شمال شرق جنين، يقوم مجلس الخدمات المشترك الذي تشكله ست قرى بتوفير المياه.
قطاع غزة في جميع البلديات الخمس والعشرين في قطاع غزة، تقع مسؤولية توفير المياه على عاتق مصلحة مياه البلديات الساحلية (CMWU). ومع ذلك، فإن الشركة لا تزال في طور التأسيس وممارسة مهامها القانونية. الإجراء المقصود هو أن تتلقى البلديات المساعدة الفنية من مصلحة مياه بلديات الساحل ثم تنقل موظفيها وأصولها إليها تدريجيا. وبحسب البنك الدولي، أدى هذا النموذج إلى بعض التحسينات مثل إصلاح التسربات بشكل أسرع وتحقيق اقتصاديات الحجم. ومع ذلك، فإن الخطة لا تزال بعيدة كل البعد عن التنفيذ الكامل. وقد واجه النموذج مشاكل خطيرة ناجمة بشكل رئيسي عن الظروف السياسية غير المستقرة في قطاع غزة منذ عام 2008، بما في ذلك الخلافات بين البلديات التي تحكمها حماس وفتح، بحيث رفضت بعض البلديات نقل أصولها وموظفيها إلى مصلحة مياه بلديات الساحل.

### المنظمات غير الحكومية والجامعات
تعتبر المنظمات غير الحكومية نشطة للغاية في مجال معالجة المياه والصرف الصحي وإعادة استخدامها. ومن بين شبكات المنظمات غير الحكومية شبكة المنظمات غير الحكومية البيئية الفلسطينية (PENGON) التي تم تأسيسها بعد انتفاضة الأقصى عام 2000. ويضم أكثر من 20 عضوًا، بما في ذلك المنظمات غير الحكومية والجامعات ومراكز الأبحاث.

### مشاركة القطاع الخاص
وتم منح عقدين إداريين لغزة في عام 1996 ولمنطقة بيت لحم في عام 1999. وفي عام 2002، وبعد اندلاع الانتفاضة الثانية بفترة وجيزة، تم إنهاء عقد بيت لحم وانتهى عقد غزة.
وفي غزة، تم منح عقد إدارة لمدة أربع سنوات لمشروع مشترك بين شركة ليونيز دي إيوكس (سويز حالياً) وشركة خطيب وعلمي في عام 1996. تم تمويل العقد بالكامل من خلال قرض بقيمة 25 مليون دولار أمريكي من البنك الدولي. ووفقا لدراسة صادرة عن البنك الدولي عام 1998، تحسنت جودة المياه منذ دخول العقد حيز التنفيذ. علاوة على ذلك، انخفضت خسائر المياه وارتفع استهلاك المياه وإيراداتها. ومع ذلك، ظلت المسؤولية الفعلية عن توفير الخدمات تقع على عاتق البلديات. وعندما انتهى العقد في عام 2000، تم تجديده مرتين لمدة عام واحد حتى عام 2002. ويفيد البنك الدولي أنه في الفترة من 1996 إلى 2002، تم تحديد 16 ألف اتصال غير قانوني، وتم القبض على أكثر من 1900 شخص. تم رصد تسربات في كيلومترات من الأنابيب. علاوة على ذلك، تم استبدال 22000 اتصال، أي ما يزيد عن 20 تم إصلاح كيلومترات من الأنابيب واستبدال أكثر من 30 ألف عداد مياه. انخفضت كمية المياه غير المدرة للدخل إلى حوالي 30٪. بعد انتهاء العقد، تم إنشاء مصلحة مياه البلديات الساحلية لإدارة المياه والصرف الصحي في قطاع غزة.
وفي عام 1999، تم منح عقد إدارة آخر يغطي إمدادات المياه لنحو 600 ألف شخص في محافظتي بيت لحم والخليل، مع التركيز على العقد السابق. تم منح العقد إلى مشروع مشترك بين شركة فيفندي الفرنسية والشركة اللبنانية الفلسطينية خطيب وعلمي. ومن بين أمور أخرى، شمل ذلك تحسين البنية التحتية وإجراءات الفوترة. تم تمويل العقد بائتمان قدره 21 مليون دولار أمريكي، في حين قدم البنك الأوروبي للاستثمار (EIB) 35.7 مليون دولار أمريكي. وبسبب استمرار الأعمال العدائية والإلغاء المبكر لدعم بنك الاستثمار الأوروبي، يصنف البنك الدولي النتيجة الإجمالية للمشروع بأنها غير مرضية. وبحسب البنك الدولي، انخفضت نسبة المياه غير المدرة للدخل من نحو 50% إلى 24% في الخليل، و10% فقط في بيت لحم في عام 2004. تم القضاء على الاتصالات غير القانونية في الخليل وتم تخفيضها إلى أقل من النصف في بيت لحم.

## كفاءة
حوالي نصف (44%) من المياه المنتجة هي مياه غير مدرة للدخل (NRW)، وهي مياه لا يتم تحصيل رسومها بسبب التسرب أو سرقة المياه. وتختلف النسبة بشكل كبير من 25% في رام الله إلى 65% في أريحا. وفي قطاع غزة، تقدر المياه غير المستغلة بنحو 45%، منها 40% ناجمة عن الخسائر المادية و5% بسبب التوصيلات غير المسجلة وخسائر العدادات. وللمقارنة، فإن تسرب المياه في أنابيب البلدية الإسرائيلية يصل إلى حوالي 10% من استخدام المياه.

## الجوانب المالية

### التعريفات الجمركية واسترداد التكاليف
ويجري حاليا إعداد سياسة لتسعير المياه. يتم حالياً تطبيق التعرفة الجمركية المتزايدة في الأراضي الفلسطينية. لا يوجد فرق في الأسعار حسب الغرض (سكني، تجاري، صناعي). ويبلغ متوسط تكلفة إمدادات المياه 22 دولاراً شهرياً (25 دولاراً في الضفة الغربية و10 دولارات في غزة). وأفادت كارين عساف أن متوسط التعريفة بلغ 1.20 دولار أميركي (5 شيكل ) لكل متر مكعب في عام 2004. في المناطق التي لا يتوفر فيها الماء عبر الأنابيب، يتم شراء الماء من صهاريج المياه بأسعار أعلى بخمسة إلى ستة أضعاف من أسعار الماء عبر الأنابيب. إن الهدف الطويل الأجل المتمثل في استرداد تكاليف إنتاج المياه، أو على الأقل تكاليف التشغيل والصيانة، لم يتحقق بعد.
ويقدم الجدول التالي لمحة عامة عن توزيع الأسر في الأراضي الفلسطينية حسب تكلفة المياه المستهلكة شهرياً في عام 2003.
| توزيع استهلاك المياه                             | توزيع استهلاك المياه |
| تكلفة المياه المستهلكة شهريًا (بالدولار الأمريكي) | %                    |
| ------------------------------------------------ | -------------------- |
| أقل من 25                                        | 69.4%                |
| 25–50                                            | 15.1%                |
| 50–75                                            | 5.9%                 |
| 75–100                                           | 2.8%                 |
| أكثر من 100                                      | 6.8%                 |

يبلغ متوسط معدلات تحصيل الفواتير 50% في الضفة الغربية و20% فقط في غزة.

### الاستثمار والتمويل
تصدر هيئة المياه الفلسطينية تقارير دورية تتضمن معلومات عن المشاريع ومساهمات الجهات المانحة. وفي الضفة الغربية، بلغت التكلفة الاستثمارية الإجمالية لمشاريع المياه خلال الفترة 1996-2002 نحو 500 مليون دولار أميركي، تم إنفاق 150 مليون دولار منها بالفعل على المشاريع المنجزة. بلغت تكاليف المشاريع الجارية 300 مليون دولار أميركي، وتم تخصيص المبلغ المتبقي وقدره 50 مليون دولار أميركي لمشاريع مستقبلية. ومن إجمالي التكلفة البالغة 500 مليون دولار، تم استثمار 200 مليون دولار في قطاع إمدادات المياه و130 مليون دولار في قطاع مياه الصرف الصحي. وتم إنفاق الموارد المالية المتبقية في مجال الحفاظ على المياه (80 مليون دولار)، وبناء المؤسسات والقدرات (30 مليون دولار)، ومياه الأمطار، وموارد المياه، وأنظمة الري.
وفي الوقت نفسه، بلغت التكلفة الاستثمارية الإجمالية لمشاريع المياه في قطاع غزة حوالي 230 مليون دولار أميركي، أنفق معظمها على المشاريع الجارية (170 مليون دولار أميركي)، في حين كانت الـ60 مليون دولار المتبقية تكاليف التنفيذ. وتم تمويل حوالي 90% من هذه الاستثمارات من خلال المنح و10% من خلال القروض من البنك الأوروبي للاستثمار والبنك الدولي. وتم استثمار 100 مليون دولار في قطاع المياه و40 مليون دولار في قطاع الصرف الصحي.
وتشير التقديرات إلى أن الاستثمار المستقبلي المطلوب في الضفة الغربية سيبلغ نحو 1.1 مليار دولار أميركي، كما سيبلغ 0.8 مليار دولار أميركي للفترة التخطيطية الممتدة من عام 2003 إلى عام 2015.

## التعاون الخارجي
يدعم قطاع المياه الفلسطيني حوالي 15 وكالة مانحة ثنائية ومتعددة الأطراف. في عام 2006، اشتكت سلطة المياه الفلسطينية من أن التنسيق بين سلطة المياه الفلسطينية والجهات المانحة "ما زال غير ناجح" وأن بعض الجهات المانحة والمنظمات غير الحكومية "تتجاوز" سلطة المياه الفلسطينية. وتشمل آليات تنسيق المانحين في هذا القطاع مجموعة المياه والصرف الصحي والنظافة الطارئة (EWASH) التي تضم وكالات الأمم المتحدة والمنظمات غير الحكومية بالإضافة إلى مركز عمليات المياه الطارئة (EWOC) بقيادة الوكالة الأمريكية للتنمية الدولية. وقد تم إنشاء كل منهما لتنسيق عملية إعادة الإعمار بعد التوغلات الإسرائيلية في الضفة الغربية عام 2002.

### الاتحاد الأوروبي
وقد قدم بنك الاستثمار الأوروبي تمويلاً قرضياً لتجديد خزانات المياه، وكان من المتوقع أن يمول بناء محطة معالجة مياه الصرف الصحي الإقليمية الجنوبية وقسم من خط المياه البلدي الذي يربط الشمال بالجنوب في غزة. في إطار مرفق الاستثمار والشراكة الأورومتوسطية (FEMIP)، قام بنك الاستثمار الأوروبي بتمويل عمليات بقيمة تزيد عن 137 مليون يورو في الضفة الغربية وغزة بين عامي 1995 و2010. تم تخصيص 10% من الأموال لقطاع المياه والبيئة.

### فرنسا
وتدعم وكالة التنمية الفرنسية، الوكالة الفرنسية للتنمية، عدة مشاريع في الأراضي الفلسطينية. على سبيل المثال، تقوم الوكالة الفرنسية للتنمية بتمويل ربط المناطق ذات الكثافة السكانية العالية في رفح بشبكة الصرف الصحي، وإنشاء أنابيب المياه والخزانات في الخليل، وإنشاء شبكة توزيع المياه في ست قرى في قضاء جنين.

### ألمانيا
تعمل مؤسسة التعاون الإنمائي الألمانية في قطاع المياه والصرف الصحي في الأراضي الفلسطينية منذ عام 1994. ويتكون هذا البرنامج من التعاون المالي من خلال بنك التنمية الألماني والتعاون الفني من خلال الوكالة الألمانية للتعاون الدولي، وكلاهما يعمل بالنيابة عن وزارة التعاون الاقتصادي والتنمية الألمانية.
يتواجد بنك التنمية الألماني في نابلس، طولكرم، سلفيت، رام الله والبيرة، جنين ومدينة غزة. تركز أنشطة إمدادات المياه على تقليل المياه غير المدرة للدخل بحيث يمكن استخدام موارد المياه المتاحة بكفاءة أكبر. ومن الأمثلة الناجحة على الحد من فقدان المياه المرحلة الأولى من البرنامج الذي يدعمه بنك التنمية الألماني في نابلس: حيث تم زيادة وتيرة الإمداد لـ 8000 نسمة في حي رفيديا من كل 4 أيام إلى كل 2-3 أيام. وقد تم تحقيق ذلك من خلال خفض خسائر التوزيع من 40% إلى 30% حاليًا. تشمل أنشطة الصرف الصحي إنشاء شبكات الصرف الصحي ومعالجة مياه الصرف الصحي. كانت مدينة البيرة تمتلك محطة معالجة مياه الصرف الصحي الوحيدة العاملة في الضفة الغربية في عام 2009. تم تشغيل المحطة، التي تم تمويلها من قبل بنك التنمية الألماني، في عام 2000 وهي تعمل بشكل مرضي على الرغم من البيئة الصعبة في الضفة الغربية. ومع ذلك، تأخر إنشاء محطات معالجة مياه الصرف الصحي في مدينة غزة وغرب نابلس وسلفيت ومنطقة طولكرم بشكل كبير اعتباراً من عام 2009. وحتى عام 2008، كانت تُمنح التزامات جديدة للتعاون المالي في شكل مشاريع تحدد استثمارات محددة في مرحلة مبكرة. وقد تغير هذا النهج في عام 2008 مع الموافقة على برنامج جديد للمياه والصرف الصحي بدعم من بنك التنمية الألماني في الضفة الغربية وغزة. هذا البرنامج مفتوح لتلقي المقترحات من المدن الصغيرة والمتوسطة الحجم إذا كانت تتوافق مع معايير الاختيار المحددة. يركز البرنامج بشكل أساسي على الحد من فقدان المياه.
وتتضمن نتائج التعاون الفني تحسين أداء مصلحة مياه القدس، وهي المؤسسة التي تخدم رام الله، نتيجة لبناء القدرات والتدريب. تم تدريب موظفي بلدية البيرة على تشغيل محطة معالجة مياه الصرف الصحي في البلدة. تم حفر أو إعادة تأهيل الآبار في منطقة نابلس ورام الله، مما يوفر مياه الشرب لـ 120 ألف شخص. كما دعمت الوكالة الألمانية للتعاون الفني إنشاء المجلس الوطني للمياه في عام 2006. علاوة على ذلك، تم تعليم ما لا يقل عن 6000 طفل في المدارس تدابير الحفاظ على المياه.

### السويد
شاركت الوكالة السويدية للتنمية الدولية (سيدا) في تطوير دراسات الجدوى والتصميم لمحطة معالجة مياه الصرف الصحي الإقليمية الشمالية وأنظمة جمع مياه الصرف الصحي المرتبطة بها في غزة.

### الوكالة الأمريكية للتنمية الدولية (USAID)
الوكالة الأمريكية للتنمية الدولية هي وكالة رائدة في مجال التنمية ضمن هذا القطاع في الأراضي الفلسطينية. ويشمل عملهم إصلاح وإعادة تأهيل مرافق المياه والصرف الصحي الصغيرة، وإعادة تأهيل شبكات المياه والصرف الصحي، فضلاً عن استبدال مضخات المياه. وبالإضافة إلى ذلك، تساعد الوكالة الأمريكية للتنمية الدولية المجتمعات التي لا تستطيع الوصول إلى المياه عبر الأنابيب من خلال توفير المياه عبر صهاريج المياه. وفي المناطق الريفية، توفر الوكالة خزانات تجميع المياه للأسر الفقيرة. تساعد الوكالة الأمريكية للتنمية الدولية في توصيل المياه إلى المنازل وتثبيت أنابيب تصريف مياه الأمطار.
على الصفحة الرسمية على الإنترنت، أعلنت الوكالة الأمريكية للتنمية الدولية عن تقديم أكثر من 60 كم من أنابيب المياه لتزويد عشر قرى إضافية في منطقة جنوب نابلس بمياه الشرب. بحلول عام 2009، نجحت الوكالة الأمريكية للتنمية الدولية في تحسين إمدادات المياه لأكثر من 19500 أسرة، في حين حصل حوالي 30 ألف أسرة على خدمات صرف صحي محسنة ووصلات بشبكات الصرف الصحي.
ومن أمثلة عمل الوكالة الأمريكية للتنمية الدولية في الأراضي الفلسطينية برنامج الطوارئ للمياه والصرف الصحي والبنية الأساسية الأخرى. بين عامي 2008 و2013، قامت الوكالة الأمريكية للتنمية الدولية بتمويل المرحلة الثانية من البرنامج. ومن المفترض أن يعالج هذا المشروع الحاجة الملحة إلى أنظمة مياه وصرف صحي كافية، على سبيل المثال من خلال توفير الإغاثة الطارئة وإعادة تأهيل الأنظمة القائمة. ومن البرامج الأخرى التي مولتها الوكالة الأمريكية للتنمية الدولية خلال الفترة من 2008 إلى 2013 برنامج احتياجات البنية التحتية. ولا يركز هذا النهج على المياه فحسب، بل يشمل أيضاً تمويل البنية الأساسية الأخرى التي تشكل أهمية بالغة للنمو الاقتصادي. وفيما يتعلق بالمياه، فقد تم تحقيق العديد من الإنجازات في العام 2010. على سبيل المثال، تم بناء خط نقل المياه، وأنظمة توزيع المياه، والخزانات، وأنابيب المياه الفولاذية.

### البنك الدولي
وفي إطار مشروع المياه والصرف الصحي الثاني في غزة والذي يستمر من عام 2005 إلى عام 2010، يقدم البنك الدولي 20 مليون دولار أميركي. أحد أهداف المشروع هو تطوير هيكل مؤسسي مستدام لقطاع المياه والصرف الصحي. ومن المقرر تحقيق ذلك من خلال دعم إنشاء مرفق مياه ساحلي مملوك للحكومات المحلية ومن خلال زيادة مشاركة القطاع الخاص. بالإضافة إلى ذلك، يسعى المشروع إلى تعزيز القدرة التنظيمية والمؤسسية لسلطة المياه الفلسطينية. الهدف الثاني للمشروع هو تحسين خدمات المياه والصرف الصحي من خلال إعادة تأهيل وتحديث وتوسيع المرافق القائمة.
وفي يناير/كانون الثاني 2008، وافق البنك على تخصيص مبلغ إضافي قدره 5 ملايين دولار أميركي للمشروع. وسوف يساهم التمويل الإضافي في تمويل التعزيز المؤسسي لمؤسسة مياه البلديات الساحلية، التي عانت من وضع أمني صعب للغاية. كما سيتم تغطية تكاليف تشغيل وصيانة مرافق المياه والصرف الصحي في قطاع غزة لمدة عام إضافي. ومن بين الأهداف خفض المياه غير المدرة للدخل من 45% إلى 35%، مصحوبًا بزيادة الإيرادات ورضا العملاء. ويشمل التمويل أيضًا عدادات المياه والمواد الكيميائية اللازمة لمعالجة المياه وتطهيرها وإعادة تأهيل آبار إنتاج المياه.
بالإضافة إلى ذلك، يقدم البنك 12 مليون دولار أمريكي لمشروع معالجة مياه الصرف الصحي الطارئة في شمال غزة (NGEST)، والذي يسعى إلى التخفيف من المخاطر الصحية والبيئية الناجمة عن محطة معالجة مياه الصرف الصحي في بيت لاهيا. يتم تصريف مياه الصرف من محطة المعالجة في بحيرة، مما يعرض المجتمعات المحيطة للخطر. يهدف المشروع إلى توفير حل طويل الأمد لمعالجة مياه الصرف الصحي في محافظة شمال غزة. ولتحقيق ذلك، يتم تجفيف البحيرة. ويتم بناء أحواض ترشيح جديدة في موقع آخر، حيث سيتم نقل مياه الصرف من البحيرة. سيتم إنشاء محطة جديدة لمعالجة مياه الصرف الصحي ذات معايير جودة محسنة، وتغطي المحافظة الشمالية بأكملها.
وفي عام 2011، وافق البنك الدولي على ثلاثة مشاريع للمياه والصرف الصحي في الضفة الغربية وغزة. من المفترض أن يدعم مشروع بناء قدرات قطاع المياه سلطة المياه الفلسطينية من خلال تقديم الدعم الاستشاري والمساعدة الفنية وتدريب الموظفين. الهدف هو تعزيز قدرة سلطة المياه الفلسطينية على مراقبة وتخطيط وتنظيم تطوير قطاع المياه في الأراضي الفلسطينية. علاوة على ذلك، يهدف مشروع تحسين إمدادات المياه والصرف الصحي في قرى غرب بيت لحم إلى إعداد دراسة جدوى ومفهوم مشروع لإدارة مياه الصرف الصحي وإعادة استخدامها في مجتمعات ريفية مختارة. وستعمل المكونات الأخرى على تعزيز قدرة إدارة المياه والصرف الصحي وزيادة موثوقية نظام إمدادات المياه الحالي. وأخيرًا، وافق البنك على التمويل الإضافي الثالث لمشروع المياه الطارئ الثاني في غزة. بالإضافة إلى تحسين قدرة كل من سلطة المياه الفلسطينية ومرافق المياه التابعة للبلديات الساحلية، فإن المشروع سيضمن إدارة وتشغيل وتقديم خدمات الصرف الصحي والمياه.

## روابط خارجية
- سلطة المياه الفلسطينية
- الجمعية الفلسطينية الأكاديمية للشؤون الدولية (PASSIA)
- الجهاز المركزي للإحصاء الفلسطيني
- المجلس الاقتصادي الفلسطيني للتنمية والإعمار (بكدار)
- نظام المعلومات الأورومتوسطي بشأن المعرفة في قطاع المياه (EMWIS)
- مجموعة الهيدرولوجيا الفلسطينية
- الماء لشعب واحد فقط: التمييز في الوصول و"الفصل العنصري في المياه" في الأراضي الفلسطينية المحتلة. الحق، 9 أبريل 2013
- برنامج مراقبة نظافة المياه والصرف الصحي حملة المياه من أجل الحياة
- فضيحة "ووترجيت" الإسرائيلية: الحقائق حول المياه الفلسطينية. أميرة هاس، هآرتس، 16 فبراير 2014